# Фирпо, Луис
Луис Фирпо (исп. Luis Firpo, полное имя Luis Ángel Firpo; 1894—1960) — аргентинский боксёр-профессионал.
Имел прозвище Дикий Бык Пампасов (исп. El Toro de las Pampas).

## Биография
Родился 11 октября 1894 года в городе Хунин в семье, где было четверо детей.
В детстве у мальчика болели уши, поэтому родители в 1898 году возили его лечиться в Буэнос-Айрес. Вернувшись в Хунин, семья жила на ферме. Начальное образование Луис получил в школе этого города. Когда ему было 12 лет, отец отвез его в Буэнос-Айрес, где подросток работал служащим в ресторане, в аптеке и телефонной компании. Поселившись в районе Боэдо, он стал болельщиком футбольного клуба Сан-Лоренсо де Альмагро.
Луис Фирпо был освобожден от военной службы из-за старого недуга в ушах. Работал на заводе по производству кирпича, владелец которого, заметив силу и ловкость юноши, оказал ему помощь, чтобы начать заниматься боксом.
Свою профессиональную карьеру Фирпо начал в 1917 году, когда 10 декабря провёл свой первый бой с Фрэнком Хагни, который в будущем стал голливудским актёром. В период с 1918 по 1920 год он провел 10 боёв в Уругвае и Чили, из которых выиграл семь нокаутом и один по очкам, проиграл один бой нокаутом и один по очкам. С середины 1920 до конца 1921 года он выступил на ринге семь раз (шесть — в Аргентине и один — в Чили), добившись пяти побед (из них четыре нокаутом), и в одном бою была зафиксирована ничья. В этих боях Луис Фирпо побеждал Дэйва Миллса и Эдварда Смита.
В 1922 году он продолжил свое восхождение в рейтинге категории супертяжелого веса, выиграв все четыре боя нокаутом. 1923 год Луис Фирпо начал с того, что нокаутировал бывшего претендента на титул Билла Бреннана. Затем последовали ещё семь побед подряд, включая победы над Джеком МакОлиффом и бывшим чемпионом мира Джессом Уиллардом. После победы над Чарли Вайнертом Фирпо встретился 14 сентября в Нью-Йорке с чемпионом мира в супертяжелом весе Джеком Демпси, став тем самым первым латиноамериканцем в истории, который боролся за этот титул. Луис Фирпо проиграл этот поединок, вошедший в историю как «Бой Джека Демпси против Луиса Фирпо». Боксёрский бой стал настолько вдохновляющим, что привёл к тому, что сальвадорскому футбольному клубу было присвоено имя «Луис Анхель Фирпо».
В 1924 году Фирпо выиграл свои первые три боя нокаутом, но затем проиграл два следующие решением судей, последний — легендарному претенденту Гарри Уиллсу. Вернулся в бокс в 1926 году, чтобы победить Эрминио Спаллу, что казалось всем его последним профессиональным боем. Но боксёр снова вернулся на ринг в 1936 году, выиграв два боя, прежде чем проиграл нокаутом Артуро Годою. Этот поединок стал последним в его боксёрской карьере.
Оставив профессиональный спорт, Луис Фирпо занимался продажей автомобилей, затем — разведением крупного рогатого скота.
Умер 7 августа 1960 года в Буэнос-Айресе от сердечного приступа; был похоронен в мавзолее на городском кладбище Cementerio de la Recoleta. На входе в мавзолей стоит его скульптурное изображение.